# Радовец
Радовец (болг. Радовец) — село в Болгарии. Находится в Хасковской области, входит в общину Тополовград. Население составляет 689 человек.

## Политическая ситуация
В местном кметстве Радовец, в состав которого входит Радовец, должность кмета (старосты) исполняет Христо  Желев Георгиев (коалиция в составе двух партий: Граждане за европейское развитие Болгарии (ГЕРБ), ВМРО — Болгарское национальное движение) по результатам выборов правления кметства.
Кмет (мэр) общины Тополовград — Евтимия Петрова Карачолова (Зелёные) по результатам выборов в правление общины.